# Chaetolopha coerulescens
Chaetolopha coerulescens är en fjärilsart som beskrevs av W. Warren 1906. Chaetolopha coerulescens ingår i släktet Chaetolopha och familjen mätare. Inga underarter finns listade i Catalogue of Life.